# 今治福祉施設協会
社会福祉法人今治福祉施設協会（いまばりふくししせつきょうかい）は、愛媛県今治市南宝来町に本部を置く社会福祉法人である。

## 概要
今治市社会福祉協議会では、1961年の法人化後に養護老人ホームや有料老人ホームなどの福祉施設の整備に取り組んでいたが、施設事業に力を入れると本来の社会福祉協議会活動に影響を及ぼす事が懸念されるになった。1967年頃より厚生省から今治市社会福祉協議会に対して、施設運営事業を分離して別の法人とするように指導があり、これを受けて1969年8月に施設運営事業を独立分離し、「社会福祉法人今治福祉施設協会」として設立された。協会は全国で最初のもので国のモデルケースであった。
現在は老人福祉施設・児童福祉施設・障害者支援施設などの設置運営の他、今治市の地域活動支援センターや障害者福祉センターなどの指定管理者として各種福祉施設の管理運営を行っている。

## 沿革
- 1969年
  - 8月 - 厚生省より「社会福祉法人今治福祉施設協会」の設立を許可される。
  - 11月 - 特別養護老人ホーム日高荘、特別養護老人ホーム泉荘、有料老人ホーム岡本寮を今治市社会福祉協議会より移管を受ける。
- 1970年4月 - 老人福祉センターの運営について今治市より受託契約を結ぶ。
- 1971年4月 - 今治中央乳児保育所、今治北乳児保育所の設置経営が許可される。
- 1973年4月 - 養護老人ホーム桜井荘の設置経営を開始。
- 1974年4月 - 特別養護老人ホーム唐子荘の設置経営を開始。障害児通園事業ひよこ学級（現：障害児通所支援事業ひよこ園）の運営について今治市と受託契約を結ぶ。
- 1981年4月 - 特別養護老人ホーム唐子荘のショートステイ事業の運営について今治市と受託契約を結ぶ。
- 1983年4月 - 精神薄弱児通園施設ひよこ園（現：障害児通所支援事業ひよこ園）の運営について今治市と受託契約を結ぶ。
- 1986年4月 - 特別養護老人ホーム日高荘のショートステイ事業の運営について今治市と受託契約を結ぶ。
- 1987年
  - 3月 - 老人福祉センターの事業廃止。
  - 4月 - デイサービスセンター泉荘の運営について今治市と受託契約を結ぶ。特別養護老人ホーム泉荘を移設。
  - 10月 - デイサービスセンター泉荘を開設。
- 1988年
  - 4月 - 知的障害者更生施設今治育成園（現：障害者支援施設今治育成園）の運営について今治市と受託契約を結ぶ。
  - 10月 - 有料老人ホーム岡本寮の事業廃止。
- 1991年4月 - 身体障害者療護施設今治療護園（現：障害者支援施設今治育成園）の設置経営を開始。
- 1994年4月 - デイサービスセンター唐子荘、今治市在宅介護支援センター唐子荘の運営について今治市と受託契約を結ぶ。
- 1996年10月 - 重症心身障害児通園事業施設ほのぼの学級（現：障害児通所支援事業ひよこ園ほのぼの学級）をひよこ園に設置。
- 1997年11月 - 今治市障害者生活支援センターの運営について今治市と受託契約を結ぶ（2005年3月31日まで）。
- 1998年8月 - 身体障害者デイサービスセンター今治療護園（現：障害者支援施設今治療護園）の運営について今治市と受託契約を結ぶ。
- 1999年10月 - 障害児（者）地域療育支援事業について愛媛県と受託契約を結ぶ。
- 2000年
  - 4月 - 特別養護老人ホーム日高荘、唐子荘で短期入所の経営を開始。デイサービスセンター泉荘の経営を開始。
  - 10月 - 知的障害者地域生活援助事業（グループホーム）さぎそう（現：共同生活支援事業さぎぞう）を開設。
- 2001年4月 - 今治市精神障害者地域活動支援センターときめきの運営について今治市と委託契約を結ぶ。
- 2002年10月 - 知的障害者地域生活援助事業（グループホーム）まきば（現：共同生活援助事業まきば）を開設。
- 2004年4月 - 知的障害者更生施設今治育成園、今治市精神障害者地域活動支援センターときめきの運営について今治市から指定管理者として指定を受ける。
- 2005年4月 - 知的障害者地域生活援助事業（グループホーム）うずしおを開設。
- 2006年10月 - 障害児（者）地域療育等支援事業が相談支援センター今治育成園に名称変更し、今治市と受託契約を結ぶ。今治市精神障害者地域活動支援センターときめきが地域活動支援センターときめきに名称変更し、相談支援センターときめきの受託契約を結ぶ。
- 2008年2月 - 共同生活援助事業（グループホーム）・共同生活介護事業（ケアホーム）しおかぜを開設。
- 2009年4月 - 今治市障害者福祉センターのぞみ苑の運営について今治市から指定管理者として指定を受ける。
- 2012年4月 - 相談支援センター今治育成園が指定相談支援事業所今ねっとに名称変更し、一般相談支援・特定相談支援・障害児相談支援事業の経営を開始。相談支援センターときめきで一般相談支援・特定相談支援の経営を開始。
- 2020年1月 - 共同生活援助事業（グループホーム）しおかぜの事業廃止。
- 2021年
  - 3月 - デイサービスセンター泉荘の事業開始。
  - 9月 - 共同生活援助事業（グループホーム）うずしおの事業廃止。
- 2022年
  - 3月 - 今治中央乳児保育所を統廃合により廃止。
  - 4月 - 今治北乳児保育所を移設し、今治中央ばりっこ保育園に名称変更。
- 2023年5月 - 養護老人ホーム桜井荘を移設し、養護老人ホームいこいの里しみずに名称変更。